# Hectar
Hectarul (abreviat ha) este o unitate de măsură a suprafeței. Un hectar este egal cu 10.000 m², 0,01 km² sau 100 ari.
Cu alte cuvinte, un hectar este aria unui pătrat cu latura de 100 de metri. O sută de hectare sunt echivalente cu 1 km² (un kilometru pătrat).
Pentru comparație, suprafața unui teren de fotbal regulamentar are între 0,45 ha și 0,825 ha.